# A Red Letter Day
A Red Letter Day è una canzone dei Pet Shop Boys, estratta come quarto singolo dal loro album Bilingual il 17 marzo 1997. Il singolo si piazzò alla posizione numero 9 in madrepatria, divenendo l'ennesimo brano dei Pet Shop Boys ad entrare in Top10. La settimana successiva il brano precipitò al 42º posto e, all'epoca, detenne il singolare record di "più grande caduta di un brano in classifica nella storia del Regno Unito" (record battuto 5 mesi dopo dal gruppo inglese Embrace con il singolo My Weakness Is None of Your Business).
La versione pubblicata come singolo differenzia un po' dalla versione inclusa nell'album (sia come intro che come parti musicali). I Pet Shop Boys erano grandi ammiratori del sound dell'artista Motiv8, il quale era ingaggiato da diversi artisti per il remix di alcuni brani. Neil Tennant chiese così la disponibilità a remixare il brano A Red Letter Day, disponibilità ottenuta, e fu così che il brano venne remixato. Al duo piacque talmente tanto il lavoro finale che chiese a Motiv8 di realizzare una versione più estesa della sua creazione. Il risultato finale fu il cosiddetto "Motiv8 mix".
Nel disco singolo, come b-side, sono incluse le canzoni The Boy Who Couldn't Keep His Clothes On e Delusions of Grandeur.

## Track listing

### Doppio disco UK: Parlophone/CDRS 6452

#### CD 1
1. "A Red Letter Day"
2. "The Boy Who Couldn't Keep His Clothes On"
3. "Delusions of Grandeur"
4. "A Red Letter Day" (Moscow Mix)

#### CD 2
1. "A Red Letter Day" (Trouser Autoerotic Decapitation Mix)
2. "A Red Letter Day" (Motiv 8 Twelve Inch Master Mix)
3. "A Red Letter Day" (Basement Jaxx Vocal Mix)
4. "A Red Letter Day" (PSB Extended Edit)
5. "A Red Letter Day" (Trouser Enthusiasts Congo Dongo Dubstramental)

### Formato cassetta
1. "A Red Letter Day"
2. "The Boy Who Couldn't Keep His Clothes On"

## Classifica
| Nazione (1997) | Posizione | Numero di settimane |
| -------------- | --------- | ------------------- |
| Australia      | 57        | ?                   |
| Finlandia      | 18        | 1                   |
| Germania       | 55        | 9                   |
| Polonia        | 44        | ?                   |
| Svezia         | 30        | 3                   |
| Regno Unito    | 9         | 3                   |